# Design

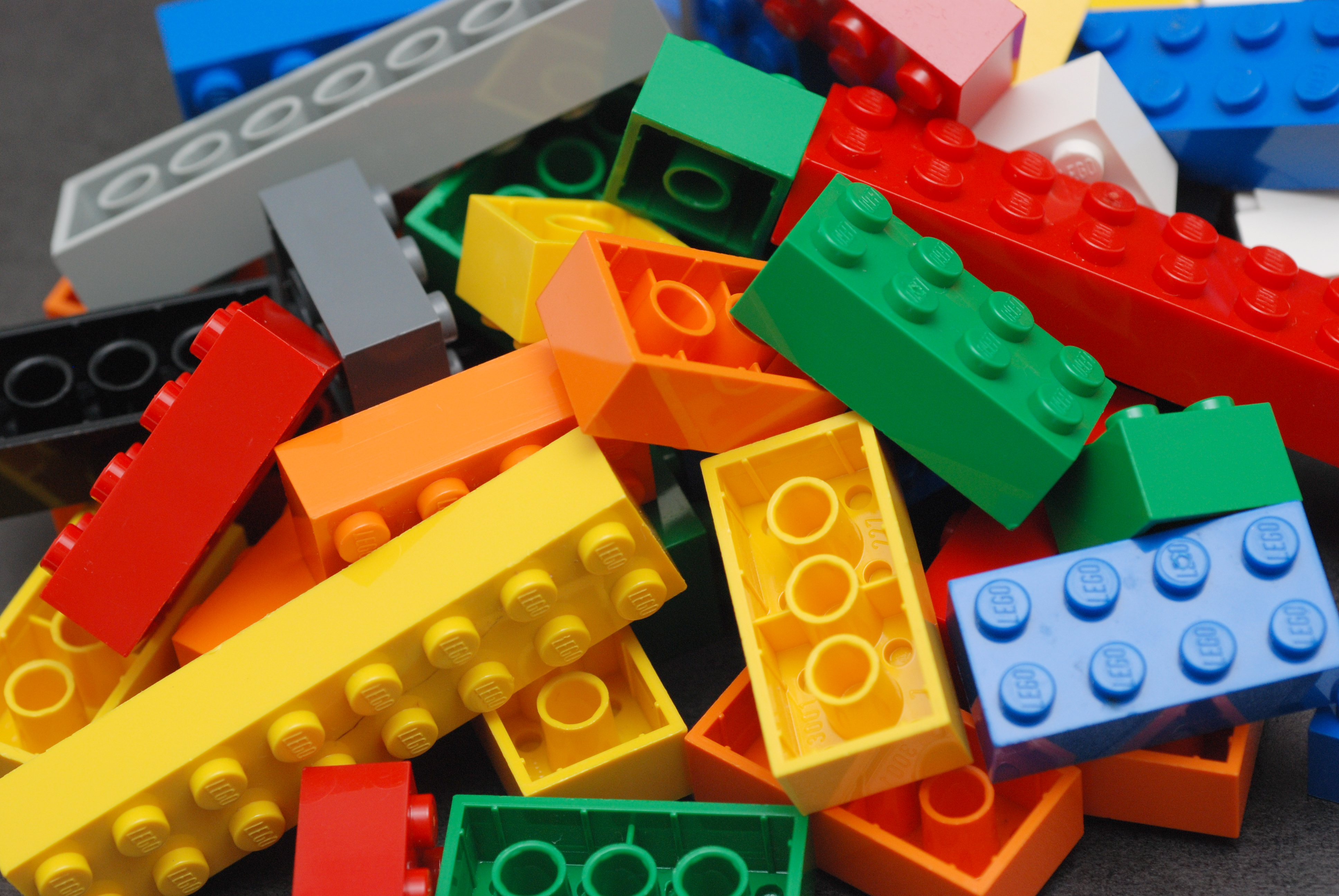
Klocki Lego

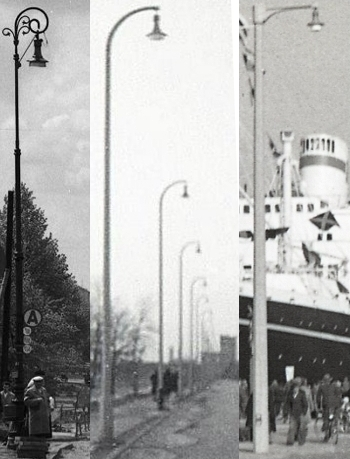
Latarnie polskie z czasów II RP

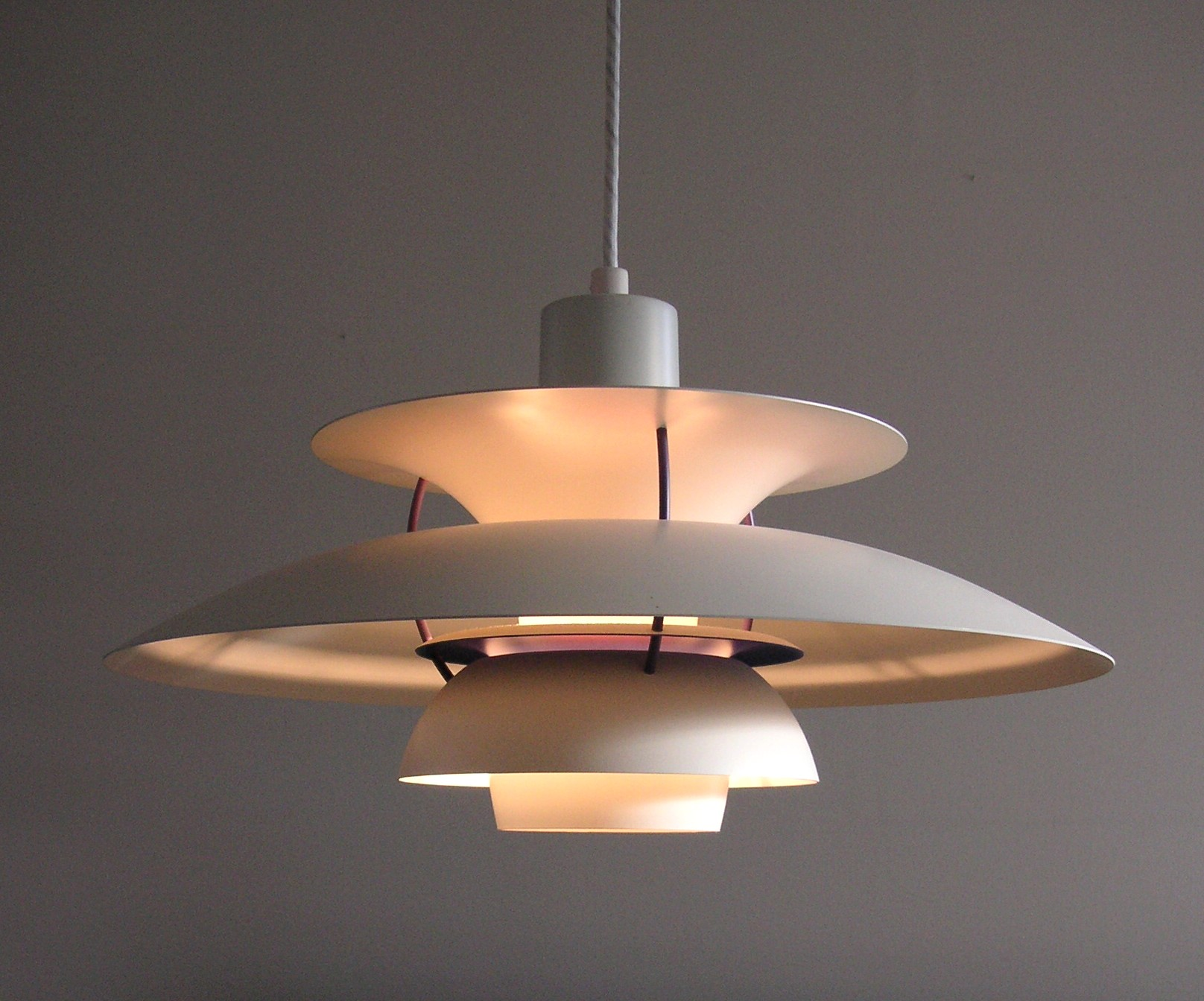
Należąca do klasyki designu lampa PH5 Poula Henningsena, zaprojektowana w roku 1958

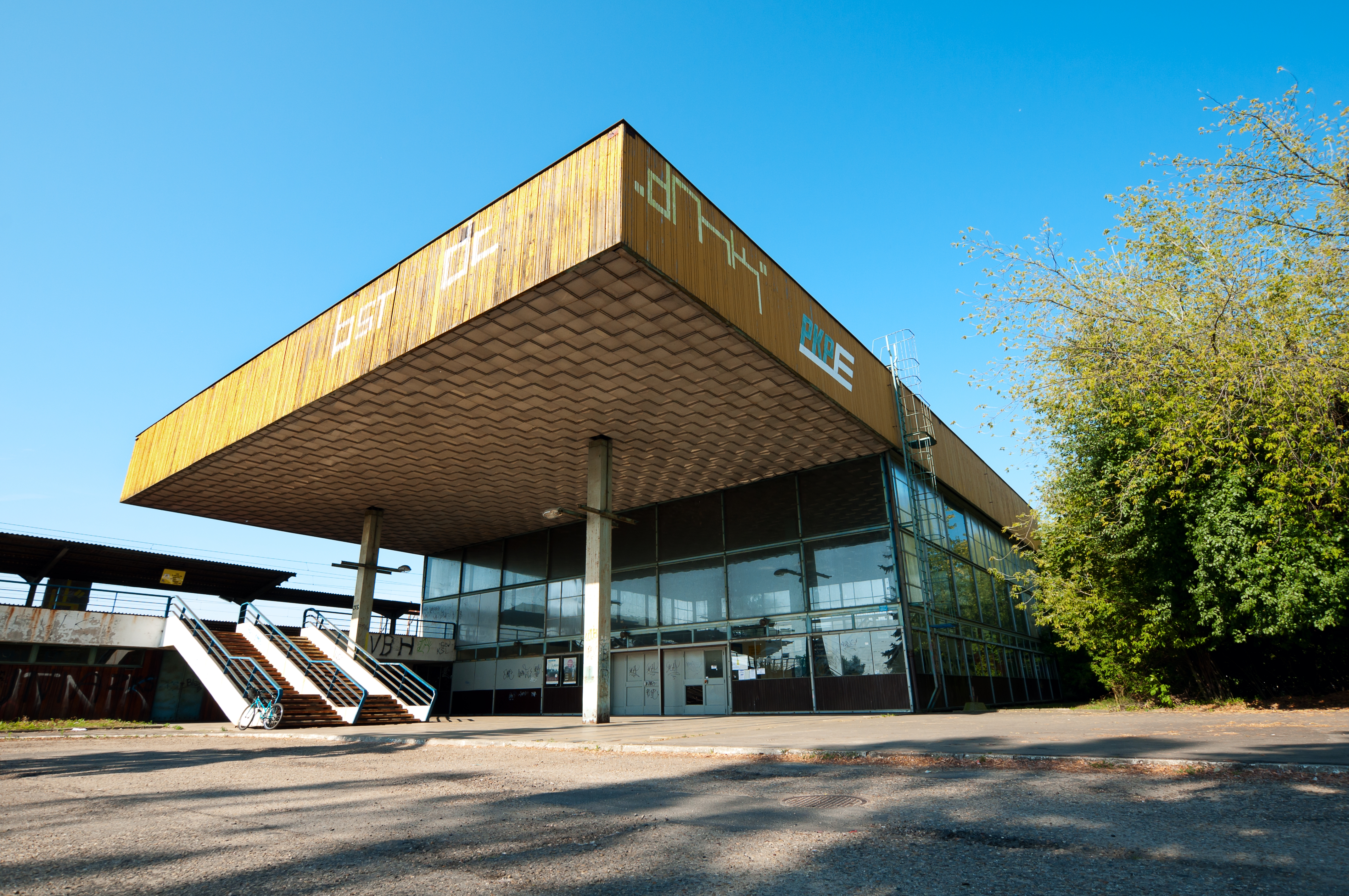
Dworzec kolejowy w Tarnowie-Mościcach z 1976 roku jako przykład przełomu w projektowaniu architektury w Polsce Ludowej. Wzornictwo od ławki w poczekalni aż do detalu aluminiowego sufitu odrzucało typizację oraz wszelkie ograniczenia komunistycznego państwa

Logo nowo otwartego Warszawskiego Dworca Centralnego przypominające wózek pociągu z jego usprężynowaniem (1975)

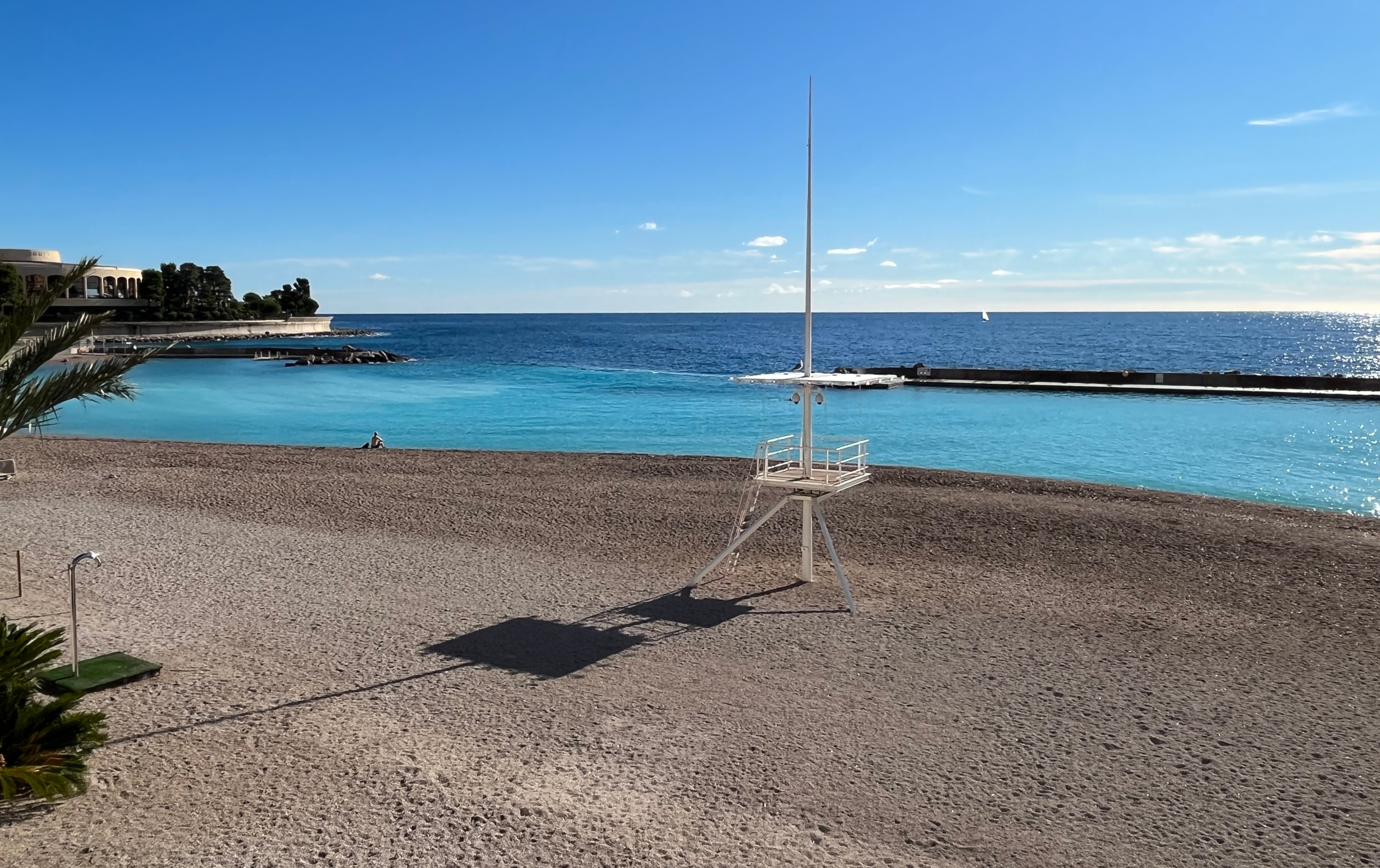
Wieża ratownicza na plaży w Monako, design autorstwa Renzo Piano

Design (z ang. design /dɪˈzaɪn/, wzór), wzornictwo, dizajn lub wzornictwo przemysłowe (z ang. industrial design) – wieloznaczny termin odnoszący się do przedmiotów użytkowych i dzieł sztuki, oznaczający ich wygląd albo projektowanie. Design można zdefiniować jako „ogół działań o charakterze twórczym, dotyczącym projektowania dóbr i usług, których celem jest tworzenie wartości dodanej z perspektywy klienta, firmy oraz w wymiarze całego kraju jego powstawania”
Termin design jest powszechnie wiązany ze wzornictwem przemysłowym, grafiką użytkową i sztuką użytkową.
Wzornictwo przemysłowe jest działalnością twórczą, której celem jest określenie zewnętrznych cech przedmiotów wytwarzanych przemysłowo, które to cechy określają strukturalne i funkcjonalne relacje, jakie dany wzór przemysłowy czynią całością spójną, i to zarówno z punktu widzenia producenta, jak i użytkownika.
„Wzornictwo przemysłowe zmierza do objęcia tych wszystkich aspektów otoczenia człowieka, które albo są uwarunkowane produkcją przemysłową albo są jej bezpośrednim rezultatem”.
Rezultatem działalności twórczej wzornictwa przemysłowego jest wzór przemysłowy.

## Etymologia słowa
Słowo design zaczerpnięte zostało do języka polskiego bezpośrednio z języka angielskiego wraz z napływem nowoczesnych wzorów przemysłowych i produktów zagranicznych w sytuacji wzrostu popularności angielszczyzny, zwłaszcza wśród młodzieży. Pochodzi z łac. designare: ‘wyznaczać’, ‘mianować’; por. wł. disegno: ‘rysunek’, ‘wzór’; fr. désigner: ‘wskazywać’, ‘wyznaczać’. W późniejszym czasie termin został przejęty przez inne języki; współczesne użycie upowszechniło się w wersji angielskiej jako „design”.

## Zakres użycia terminu
Pojęcie designu wykorzystywane jest w takich dziedzinach jak:
- grafika użytkowa,
- projektowanie produktu, wzornictwo przemysłowe,
- architektura wnętrz,
- multimedia,
- moda.

## Design jako cecha produktu
- W znaczeniu podstawowym design jest wyglądem[5] czegoś, co powstało na podstawie projektu z myślą o wytwarzaniu kolejnych egzemplarzy, przy czym liczba wytworzonych egzemplarzy nie ma znaczenia – liczy się sam zamiar powielania. W tym znaczeniu design przejmuje całą paletę stylów od wizualnych dziedzin sztuki, a więc może być design klasyczny, nowoczesny, futurystyczny itp.
- W znaczeniu szerszym do wyglądu dochodzą takie cechy jak funkcjonalność i ergonomia.

Design odnosi się nie tylko do produktów trwałych, czy statycznych – ale także do widowiska, np. pokazu sztucznych ogni czy spektaklu fontann wodnych.

## Design jako projekt
Często zamiast projekt (designerski), mówi się design, i tylko z kontekstu wynika, z którym pojęciem mamy do czynienia. Design jako cecha produktu, nie jest projektem, na bazie którego ten produkt powstał lub powstanie, podobnie jak czerwień nie jest projektem czerwonej torebki, lecz jej cechą.
Jeśli widzimy produkt finalny, a nie znamy jego projektu, to używanie pojęcia design jako projekt niesie ze sobą ryzyko błędu. Wyjaśni to przykład, w którym omawianą cechą jest wygląd, określany – dla uproszczenia – potocznymi słowami: „ładny” lub „brzydki”. Określenie „ładny design” (jako projekt) – nie musi być prawdziwe, bo projekt mógł być brzydki, a wykonawca wykonał dzieło niezgodnie z projektem. Można jednak się upierać, że dzieło powstało w oparciu o inny projekt, który właśnie był ładny. Rzeczywiście mogło tak być, ale to nie znaczy, że ładny wygląd zawsze jest skutkiem ładnego projektu, niekoniecznie oryginalnego. Możliwa jest bowiem sytuacja, w której wykonawca zaczął wykonywać dzieło w oparciu o oryginalny (brzydki) projekt, ale w trakcie pracy nieco improwizował, wprowadzając spontaniczne zmiany, na skutek których uzyskał efekt lepszy od zamierzonego przez projektanta. Wówczas stwierdzenie „ładny design” w sensie „projekt designu” jest fałszywe, bo ładnego projektu nie było.

## Design jako determinanta konkurencyjności gospodarki
Przedsiębiorstwa w celu poszukiwania przewagi konkurencyjnej mogą obniżać koszty produkcji, zwiększać wydajność lub innowacyjność, bądź też wpływać na wzrost wartości produktów poprzez wysokiej jakości design. To ostatnie działanie wymaga relatywnie niskich nakładów inwestycyjnych w porównaniu na przykład do prac badawczo-rozwojowych. Konsumenci są skłonni do płacenia za wysokiej jakości design. Badania, przeprowadzone w 10 krajach na grupie ponad 800 respondentów, pokazały, że konsumenci za wyrób o lepszej jakości wzorniczej w stosunku do produktu wykonanego z podobnego materiału, ale cechującego się gorszym projektem, są w stanie zapłacić średnio cenę aż o 27% wyższą. Mimo iż przedsiębiorcy doceniają rolę designu to jednak wyniki badań ich aktywności w tym zakresie nie są zbyt optymistyczne. Jak pokazały badania wykonane na potrzeby Instytutu Wzornictwa Przemysłowego ponad ¾ ankietowanych przedsiębiorców uznaje rolę wzornictwa w budowaniu przewagi konkurencyjnej za kluczową lub ważną. Jednak w praktyce w ciągu trzech poprzednich lat jedynie w 5% badanych firm przy pracach nad nowymi projektami korzystano wyłącznie z nowego wzornictwa. Typową strategią działania w zakresie dizajnu było korygowanie w mniejszym lub większym stopniu istniejących już wzorów.

## Design jako dziedzina sztuki użytkowej
Projektanci (nierzadko artyści) w tej dziedzinie, nazywani są designerami, a przedmiotem ich działalności jest design jako projekt.
Słowo design nie ma zastosowania do:
- zabytków[10]
- tworów natury, np. wydmy, drzewa czy kwiaty, chyba że nastąpiła świadoma, twórcza ingerencja człowieka i powstał twór typu drzewko bonsai lub układ roślin, jednak zaprojektowany z myślą o jego dalszym powielaniu.
- przedmiotów powstałych na skutek świadomej działalności człowieka, ale jako efekt niezamierzony, np. odpad produkcyjny.
- przedmiotów powstałych w jednym egzemplarzu, bez zamiaru dalszego powielania, np. unikatowe dzieło architektury, czy architektury krajobrazu.

## Historia designu w Polsce
Instytucją mającą niezwykły wpływ na rozwój projektowania w Polsce miało stowarzyszenie Warsztaty Krakowskie powstałe w 1913 roku. Zajmowało się ono takimi dziedzinami jak projektowanie mebli, metalu, galanterii skórzanej, tkactwem, zabawkarstwem, introligatorstwem, batikiem i farbiarstwem.
Do stowarzyszenia należeli tak wybitni twórcy jak Wojciech Jastrzębowski, Karol Homolacs, Zofia Stryjeńska, Bonawentura Lenart, Antoni Buszek, Józef Czajkowski, Karol Stryjeński, Kazimierz Młodzianowski. a związani z nim byli m.in.: Karol Tichy, Eleonora Plutyńska. Dowodem międzynarodowego uznania dla Warsztatów Krakowskich był ogromny sukces podczas Międzynarodowej Wystawie Sztuk Dekoracyjnych i Nowoczesnego Przemysłu w Paryżu w 1925 roku, gdzie Polacy w tym wielu twórców Warsztatów Krakowskich otrzymali aż 189 wyróżnień. Po rozwiązaniu Warsztatów Krakowskich, w 1926 r., powołano w Warszawie Spółdzielnię Artystów Ład.
W 1950 roku powstał założony przez profesor Wandę Telakowską Instytut Wzornictwa Przemysłowego (IWP), jedna z pierwszych instytucji zajmujących się wzornictwem przemysłowym w Europie. W instytucie powstawały pierwsze powojenne projekty dla wszystkich gałęzi polskiego przemysłu.
W 1963 został utworzony Wydział Form Przemysłowych na Akademii Sztuk Pięknych w Krakowie jako pierwsza w Polsce szkoła wzornictwa. Wydział prowadzi kształcenie w zakresie sztuki projektowania o kierunku wzornictwo ze specjalnościami projektowanie produktu oraz komunikacji wizualnej. Pierwszy Wydział Wzornictwa Przemysłowego powołano w 1977 w warszawskiej ASP. Wybitnymi przedstawicielami polskiego designu związanymi z warszawską uczelnią byli: Jerzy Sołtan, Lech Tomaszewski, Andrzej Jan Wróblewski.
W 1983 polscy architekci Jasna Strzałkowska-Ryszka, Jerzy Blancard, Lech Kłosiewicz i Andrzej Pańkowski zaprojektowali wszystkie 23 planowane stacje I linii warszawskiego metra. Ryszard Bojar i Jan Jędryka zaprojektowali w 1986 zegar elektroniczny, świetlny (LED) dla metra warszawskiego. Wzornictwo, a więc design ich autorstwa, obejmujący nowoczesną, funkcjonalną i estetyczną architekturę oraz system informacji wizualnej (którego głównym elementem jest krój pisma bazujący na czcionce Helvetica będącej na świecie synonimem dobrego designu), którego standardy wykraczały daleko poza obowiązujące w tamtej epoce, stało się wzornictwem kultowym, wybitnym i jedynym zrealizowanym na tak wielką skalę w powojennej Polsce podczas realizacji jednej inwestycji. Przykład projektowania totalnego z wykorzystaniem najdroższych materiałów w przeciwieństwie do projektowania totalnego na przykład bloków mieszkalnych z wykorzystaniem najtańszych materiałów.

## Polskie uczelnie kształcące w kierunku projektowanie/wzornictwo przemysłowe
- Akademia Sztuk Pięknych w Gdańsku
- Akademia Sztuk Pięknych w Katowicach
- Akademia Sztuk Pięknych w Krakowie
- Akademia Sztuk Pięknych w Łodzi
- Akademia Sztuk Pięknych w Warszawie
- Akademia Sztuk Pięknych we Wrocławiu
- Gliwicka Wyższa Szkoła Przedsiębiorczości – Kierunek Wzornictwo
- Akademia Tarnowska – Instytut Sztuki: Zakład Wzornictwa i Zakład Grafiki
- Politechnika Białostocka – Wydział Architektury
- Politechnika Opolska – Wydział Mechaniczny – Kierunek Wzornictwo Przemysłowe
- Politechnika Koszalińska – Wydział Architektury i Wzornictwa
- Politechnika Krakowska – Wydział Mechaniczny – Pracownia Inżynierii Wzornictwa Przemysłowego
- Politechnika Śląska – Wydział Architektury
- Politechnika Łódzka – Wydział Technologii Materiałowych i Wzornictwa Tekstyliów
- Politechnika Świętokrzyska – Wydział Mechatroniki i Budowy Maszyn – Kierunek Wzornictwo Przemysłowe
- School of Form Uniwersytetu SWPS (Warszawa)  - specjalności: Communication Design lub Product Design
- Szkoła Wyższa Psychologii Społecznej – Instytut Grafiki
- Uniwersytet Opolski – Wydział Nauk Społecznych – Kierunek Design i komunikacja społeczna[14]
- Uniwersytet im. Adama Mickiewicza w Poznaniu, Wydział Pedagogiczno-Artystyczny w Kaliszu
- Uniwersytet Jana Kochanowskiego w Kielcach – Wydział Pedagogiczny i Artystyczny – Instytut Sztuk Pięknych – Kierunek Wzornictwo
- Uniwersytet Komisji Edukacji Narodowej w Krakowie
- Uniwersytet Artystyczny w Poznaniu
- Uniwersytet Technologiczno-Przyrodniczy im. Jana i Jędrzeja Śniadeckich w Bydgoszczy
- Uniwersytet Technologiczno-Humanistyczny im. Kazimierza Pułaskiego w Radomiu – Wydział Materiałoznawstwa, Technologii i Wzornictwa, Wydział Sztuki (Katedra Architektury i Form Użytkowych)
- Akademia Sztuki w Szczecinie – Wydział Malarstwa i Nowych Mediów – Wzornictwo w specjalnościach: Komunikacja Wizualna, Projektowanie Produktu, Projektowanie Ubioru
- Wyższa Szkoła Ekologii i Zarządzania w Warszawie - Wydział Architektury
- Wyższa Szkoła Sztuki i Projektowania w Łodzi – Wydział Wzornictwa
- Wyższa Szkoła Umiejętności Społecznych w Poznaniu – Wydział Artystyczny
- Zachodniopomorski Uniwersytet Technologiczny w Szczecinie – Wydział Budownictwa i Architektury – Katedra Rysunku, Malarstwa i Rzeźby